# Synagoga w Kolonii
Synagoga w Kolonii – została zbudowana w latach 1893–1899, według projektu kolońskich architektów Emila Schreiterera i Bernharda Belowa w stylu neoromańskim. Synagoga została zniszczona 9 listopada 1938 roku, podczas nocy kryształowej. Synagoga została odbudowana w latach 50. XX w., jest centrum religijnym i socjalnym kolońskich Żydów. Wnętrze synagogi zostało odrestaurowane.
19 sierpnia 2005 roku, synagogę odwiedził papież Benedykt XVI. Była to druga wizyta papieża w synagodze. Papież podczas wizyty potępiał nazizm i antysemityzm.